# Sphodromerus cruentatus
Sphodromerus cruentatus är en insektsart som beskrevs av Krauss 1902. Sphodromerus cruentatus ingår i släktet Sphodromerus och familjen gräshoppor. Inga underarter finns listade i Catalogue of Life.